# Изложба „Нови чланови” (1959)
Изложба „Нови чланови” се одржала у периоду од 26. марта до 3. априла 1959. године у Уметничком павиљону „Цвијета Зузорић”.

## Излагачи
1. Мирољуб Алексић
2. Крста Андрејевић
3. Арпад Балаж
4. Владимир Величковић
5. Бранислав Вељковић
6. Душан Гаковић
7. Оливера Грбић
8. Миодраг Живковић
9. Ђорђе Јовановић
10. Богдан Кршић
11. Војислав Марковић
12. Душан Миловановић
13. Бранко Миљуш
14. Миодраг Нагорни
15. Мирослав Николић
16. Рајко Николић
17. Миливој Олујић
18. Стојан Пачов
19. Тонка Петрић
20. Татјана Поздњаков
21. Богданка Познановић
22. Павле Радовановић
23. Благота Радовић
24. Миодраг Рогић
25. Татјана Зарин Стефановић
26. Татјана Тарновски
27. Станислав Тасић
28. Борислав Топузовић
29. Катица Чешљар
30. Михаило Чумић
31. Томислав Шебековић